# Перу на зимових Олімпійських іграх 2022
Збірна Перу взяла участь у зимових Олімпійських іграх 2022, що тривали з 4 до 20 лютого в Пекіні (Китай). Востаннє країна брала участь 2014 року.
Збірна складалася з однієї гірськолижниці. Орнелла Оеттль Реєс як єдина представниця своєї країни несла її прапор на церемонії відкриття.

## Спортсмени
Кількість спортсменів, що взяли участь в Іграх, за видами спорту.
| Вид спорту          | Чоловіки | Жінки | Загалом |
| ------------------- | -------- | ----- | ------- |
| Гірськолижний спорт | 0        | 1     | 1       |
| Загалом             | 0        | 1     | 1       |

## Гірськолижний спорт
Від Перу на Ігри кваліфікувалася одна гірськолижниця, що відповідала базовому кваліфікаційному критерію.
| Спортсмен           | Дисципліна                 | 1-й спуск | 1-й спуск | 2-й спуск | 2-й спуск | сума    | сума  |
| Спортсмен           | Дисципліна                 | Час       | Місце     | Час       | Місце     | Час     | Місце |
| ------------------- | -------------------------- | --------- | --------- | --------- | --------- | ------- | ----- |
| Орнелла Оеттль Реєс | Гігантський слалом (жінки) | 1:12.52   | 57        | 1:11.53   | 46        | 2:24.05 | 46    |
| Орнелла Оеттль Реєс | Слалом (жінки)             | 1:03.25   | 53        | 1:01.34   | 44        | 2:04.59 | 44    |